# Engelbert Milde
Hermann Georg Engelbert Milde (* 16. Juni 1885 in Breslau; † 21. September 1951 in Berlin) war ein deutscher Sänger und Kabarettist.

## Leben
Sein Debüt hatte Milde im Jahr 1904 in Leipzig, wo er im Krystall-Palast als Vortragskünstler auftrat. 1905 war er im Kölner Millowitsch-Theater als Schauspieler zu sehen. Seine Kabarettnummer Tele + Pathie stammt aus der Zeit um 1910. Später leitete er Mildes Künstlerspiele in Dresden.
Er heiratete 1917 Edith Eleonore, geb. von Holzhausen. In erster Ehe war diese mit dem Kaufmann Fritz Gutmann verheiratet gewesen. Beide Ehen endeten mit der Scheidung.
Von folgenden Titeln existieren Aufnahmen mit Engelbert Milde als Sänger: Budenzauber von Willy Engel-Berger (Polyphon, um 1920), Ich brauch Zigaretten (Vox, 1922), Madonna, du bist schöner als der Sonnenschein (Homocord, 1925), Ludmilla (Homocord), Der blaue Matrose (Homocord), Hallo, Margot (Tri-Ergon, 1928), Hab heut' die Sternlein am Himmel gezählt (Tri-Ergon), Man kann beim Bier, mein Schatz… (Tri-Ergon), Herr Lehmann hat die Lu gezwickt, Ich seh's an deiner Stirne, Amalie geht mit’m Gummikavalier (Odeon, 1927), Ich bin zu alt, um nur zu spielen (Homocord, 1928), Unerhört küßt die Malwine (Fama/Ultraphon, 1930), Jacques Manasse von Rudolf Nelson (Tri-Ergon, 1930), In einer kleinen Konditorei (Electrocord, 1930).
Milde wohnte zuletzt in Berlin-Friedenau und arbeitete als Vertreter. Er war mit Hedwig, geborene Bräder, verheiratet. 1951 starb er im Alter von 66 Jahren an den Folgen eines Schlaganfalls in einem Berliner Krankenhaus.